# Elezioni primarie del Partito Democratico del 2007 (Italia)
Le elezioni primarie del Partito Democratico si sono svolte come atto costituente dell'omonimo partito italiano per individuare il Segretario Nazionale e dar vita all'Assemblea Costituente.
La consultazione si svolse il 14 ottobre 2007 e, secondo quanto comunicato dai suoi organizzatori, contò sulla partecipazione di 3 554 169 elettori (con voto aperto a tutti i cittadini sopra i 16 anni oltre che agli extracomunitari con permesso di soggiorno).
L'avvio delle Primarie viene ufficialmente dato il 31 luglio 2007 da parte del Coordinamento Nazionale accettando le candidature alla Segreteria Nazionale del PD di: Mario Adinolfi, Rosy Bindi, Pier Giorgio Gawronski, Jacopo G. Schettini, Enrico Letta, Walter Veltroni.
Con un totale di 2 694 721 voti (75,82%) Walter Veltroni fu eletto, con il turno unico del 14 ottobre, Segretario nazionale del PD.

## Cronologia delle candidature

### Walter Veltroni
A seguito di una serie di confronti tra le anime del nascente PD, viene individuato in Walter Veltroni, sindaco in carica di Roma e dirigente di primo piano dei DS, il candidato designato alla guida del nuovo partito, sostenuto dalla larga parte della Quercia e da ampi settori della Margherita, affiancato, in ticket, da Dario Franceschini, presidente dei deputati dell'Ulivo. Inoltre Veltroni gode di ottimi consensi sia dall'elettorato di centro-sinistra che dal centro-destra.
Veltroni presenta la sua candidatura il 27 giugno in un discorso al Lingotto di Torino, sottolineando i quattro temi chiave del nuovo partito: ambiente, patto generazionale, formazione, sicurezza.

### Rosy Bindi
Dopo l'annuncio della candidatura di Veltroni, per la corsa alle primarie si apre il confronto tra i due partiti maggiori e tra altri esponenti che aderiscono al PD. La prima a scendere in campo è il ministro della Famiglia, Rosy Bindi, che si presenta con un manifesto dal titolo Partito democratico, davvero che sottolinea i temi della pluralità, di un bipolarismo maturo, la legalità, la laicità, le donne. È sostenuta anche da Arturo Parisi e da una parte degli ulivisti prodiani.

### Enrico Letta
In seguito si profila una candidatura parallela al ticket Veltroni-Franceschini, costituita dal ministro dello Sviluppo economico, Pier Luigi Bersani, e dal sottosegretario Enrico Letta. Tuttavia il primo, poco più tardi, annuncia di non voler scendere in campo personalmente, anche a causa di pressioni da parte della segreteria dei DS, ma di sostenere la candidatura di Veltroni pur presentando un proprio manifesto di "idee per il partito nuovo"; Letta, invece, annuncia la sua candidatura via web con un video messo in rete su YouTube nel quale lancia la sfida dei quarantenni.

### Gli "outsider"

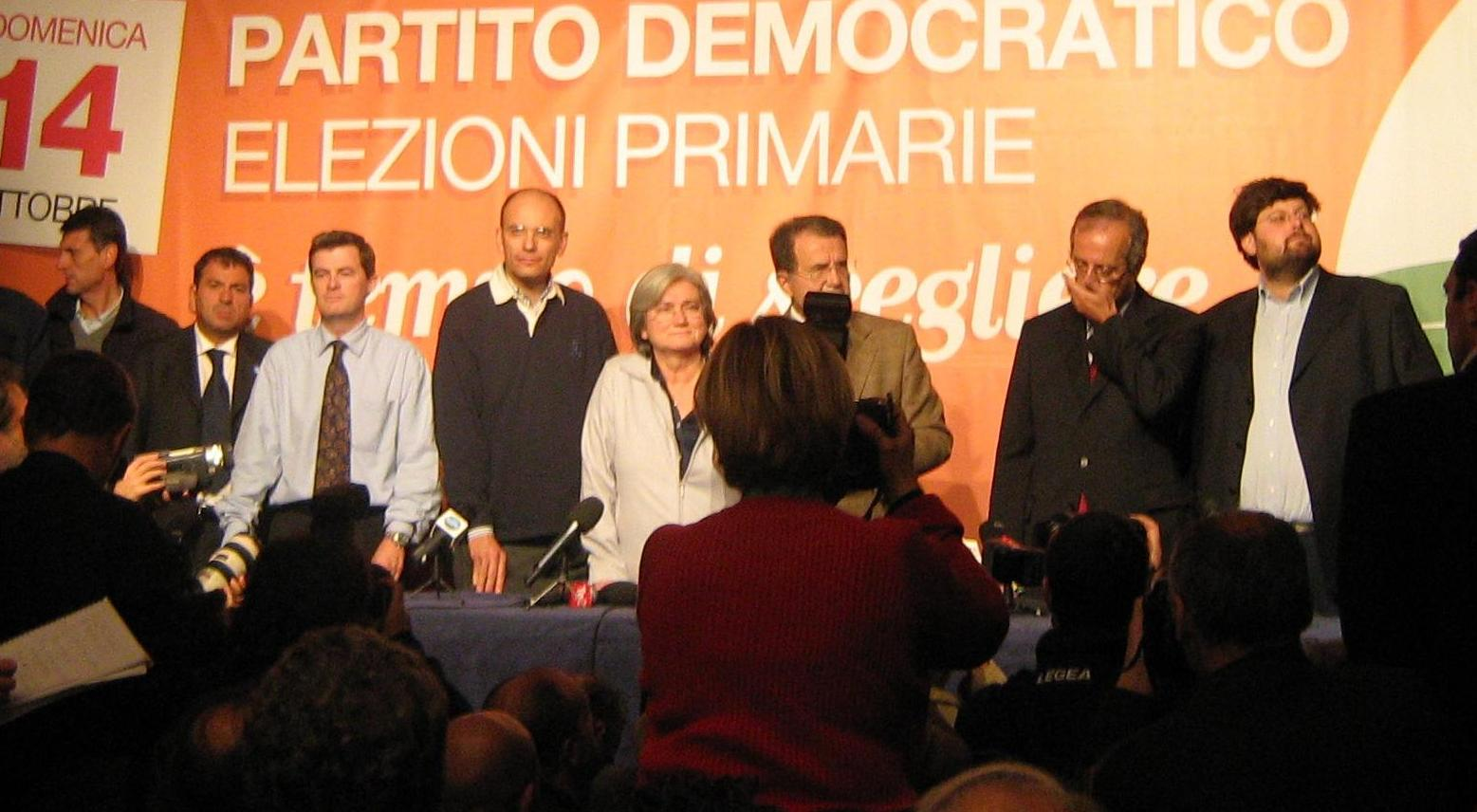
Notte del 14 ottobre 2007. I candidati Jacopo Schettini Gherardini, Enrico Letta, Rosy Bindi, Walter Veltroni e Mario Adinolfi assieme a Romano Prodi

Dunque è la volta dei cosiddetti outsider che si candidano a rappresentare varie istanze della società: il blogger Mario Adinolfi (animatore di Generazione U e di Democrazia Diretta, che si pone l'obiettivo di dar voce agli under 40); l'economista Pier Giorgio Gawronski; l'economista Jacopo Schettini Gherardini (direttore dell'agenzia europea Standard Ethics) che in ordine di tempo è il primo ad annunciare la propria partecipazione alle Primarie dopo Veltroni, il 3 luglio 2007.
Le candidature dei tre outsider (Adinolfi; Gawronski; Schettini-Gherardini) e dei tre politici (Bindi; Letta; Veltroni) verranno ufficializzate dall'Ulivo a fine luglio avviando la sfida tra i sei candidati alla corsa per la guida del PD che terminerà il successivo 14 ottobre.
Nel luglio 2007 annunciarono la propria candidatura anche Furio Colombo, Marco Pannella ed Antonio di Pietro, le cui candidature, per ragioni diverse, non furono accettate dall'Ulivo. Tra le dichiarazioni di candidatura si segnalano anche quelle di Enrico Andreoni e di Lucio Cangini, che non raggiunsero le 2000 sottoscrizioni necessarie. Amerigo Rutigliano, segretario nazionale di Unità Democratica Sinistra Europea, raggiunse invece le 2000 sottoscrizioni necessarie, ma la sua candidatura fu rifiutata perché consegnata in ritardo, nonostante accordi intercorsi con l'ufficio tecnico elettorale del PD.  Amerigo Rutigliano presentò poi, insieme con Marco Pannella, un ricorso che fu bocciato.

### Gli esclusi

#### Furio Colombo
Aveva manifestato intenzione di candidarsi l'ex direttore de l'Unità, Furio Colombo, senatore in carica dei DS, puntando su una critica marcata nei confronti del berlusconismo. La candidatura di Colombo, tuttavia, è stata dapprima ammessa con riserva, in quanto il senatore aveva presentato i moduli delle firme che aveva ricevuto via fax, e quindi non in originale. Criticando il comitato tecnico delle primarie per aver mostrato un burocratismo non in linea con i tempi, Colombo annuncia, tramite un intervento sull'Unità, di rinunciare alla candidatura.

#### Marco Pannella
Un "caso" è costituito dalla presentazione delle candidature di Marco Pannella, leader dei Radicali Italiani, e Antonio Di Pietro, leader dell'Italia dei Valori. Pannella annuncia pubblicamente la propria candidatura alcuni giorni prima della scadenza suscitando non poche polemiche all'interno dello scenario politico, trattandosi di una decisione rivolta a rompere gli schemi e trattandosi del noto esponente di un partito che, fino a quel momento, non aveva manifestato l'intenzione di aderire al Partito Democratico. Il leader radicale, tuttavia, sostiene di essersi speso da sempre per la nascita di un soggetto democratico unitario per rafforzare il bipolarismo. A sostegno di Pannella scende in campo anche il ministro Emma Bonino, che "affianca" il suo nome a quello del collega di partito e di battaglie.

#### Antonio Di Pietro
La candidatura di Di Pietro avviene, invece, di sorpresa e all'ultimo momento, senza che il ministro e leader dell'IdV avesse anche ipotizzato nei giorni precedenti la sua intenzione di partecipare alle primarie del PD. A pochi minuti dalla scadenza del termine fissato per la presentazione (30 luglio, ore 21.00), infatti, il portavoce del suo partito presenta le sottoscrizioni a favore della candidatura di Di Pietro.
Le candidature di Pannella e Di Pietro vengono respinte dall'Ufficio tecnico-amministrativo del "Comitato 14 ottobre" ai sensi dell'art. 1 comma 2 e art. 7 comma 4 del regolamento, individuando i due esponenti politici come leader riconosciuti di forze politiche nazionali delle quali non hanno dichiarato lo scioglimento in modo esplicito ed impegnativo. L'indicazione, infatti, è quella che - per partecipare alle primarie - bisogna manifestare l'intenzione seria e duratura di aderire al PD e di sciogliere (così come hanno deciso di fare DS e DL) i partiti all'atto di nascita del PD. Alla luce del rifiuto, Di Pietro afferma di non essere più interessato («Chi non ci vuole, non ci merita»); Pannella, invece, fa ricorso richiedendo di essere udito personalmente, ma anche il suo ricorso, nonostante non sia ufficialmente leader di nessun partito, viene respinto. Ricorre dunque al Tribunale Civile.

## Risultati

Composizione dell'Assemblea nazionale
Delegati di Walter Veltroni: 2322
Delegati di Enrico Letta: 220
Delegati di Rosy Bindi: 312

| Candidati                                   | Candidati              | Totale    | Totale | Totale | Liste                                                                            | Liste     | Liste | Liste |
| Candidati                                   | Candidati              | Voti      | %      | Seggi  | Nome                                                                             | Voti      | %     | Seggi |
| ------------------------------------------- | ---------------------- | --------- | ------ | ------ | -------------------------------------------------------------------------------- | --------- | ----- | ----- |
|                                             | Walter Veltroni        | 2.694.721 | 75,82  | 2.322  | Democratici con Veltroni                                                         | 1.553.946 | 43,72 | 1.493 |
| Con Veltroni. Ambiente, innovazione, lavoro | Walter Veltroni        | 2.694.721 | 75,82  | 2.322  | 286.811                                                                          | 8,07      | 172   |       |
| A Sinistra con Veltroni                     | Walter Veltroni        | 2.694.721 | 75,82  | 2.322  | 272.111                                                                          | 7,66      | 226   |       |
| Altre liste                                 | Walter Veltroni        | 2.694.721 | 75,82  | 2.322  | 581.853                                                                          | 16,37     | 430   |       |
|                                             | Rosy Bindi             | 459.398   | 12,93  | 312    | Con Rosy Bindi. Democratici, davvero                                             | 459.398   | 12,93 | 312   |
|                                             | Enrico Letta           | 391.775   | 11,02  | 220    | I democratici per Enrico Letta                                                   | 391.775   | 11,02 | 220   |
|                                             | Mario Adinolfi         | 5.924     | 0,17   | 0      | Generazione U                                                                    | 5.924     | 0,17  | 0     |
|                                             | Pier Giorgio Gawronski | 2.351     | 0,07   | 0      | Gawronski. Il coraggio di cambiare e Noi per il Partito Democratico di Schettini | 2.351     | 0,08  | 0     |
| Totale                                      | Totale                 | 3.554.169 | 100,0  | 2.853  |                                                                                  | 3.554.169 | 100,0 | 2.853 |

|          |          |  |        |        |
| -------- | -------- |  | ------ | ------ |
| Veltroni | Veltroni |  | 75,82% | 75,82% |
| Bindi    | Bindi    |  | 12,93% | 12,93% |
| Letta    | Letta    |  | 11,02% | 11,02% |

Ai 2853 eletti si aggiungono i 5 candidati alla segreteria che entrano a far parte dell'Assemblea Costituente Nazionale come membri di diritto.

## Sondaggi

### Ekma

#### 20-23 luglio 2007
Tra il 20 e il 23 luglio 2007 Ekma realizzò un sondaggio per L'Opinione effettuando 500 interviste telefoniche su un campione di elettori del Partito Democratico.
Secondo i risultati il 52% avrebbe votato Veltroni, l'11% Pannella, il 10% Letta, l'8% Colombo, il 7% la Bindi, il 5% Adinolfi, l'1,5% Schettini mentre il 4,5% «nessuno di questi, non sa».

#### 30-31 agosto 2007
Tra il 30 e il 31 agosto 2007 Ekma realizzò un sondaggio per Clandestinoweb.com effettuando 800 interviste telefoniche su un campione stratificato per sesso ed età.
Secondo i risultati il 68% avrebbe votato Veltroni, il 15% la Bindi, il 9% Letta, il 3% Adinolfi, l'1% altri candidati mentre il 4% «nessuno di questi, non so».

#### 7 settembre 2007
Il 7 settembre 2007 Ekma realizzò un sondaggio per L'Opinione effettuando 300 interviste telefoniche su un campione di elettori del Partito Democratico.
Secondo i risultati il 70% avrebbe votato Veltroni, il 17% la Bindi, il 7% Letta, il 3% Adinolfi, lo 0,5% Schettini, lo 0,5% Gawronsky mentre il 2% «nessuno di questi, non sa, non risponde».

#### 14 settembre 2007
Il 14 settembre 2007 Ekma realizzò un sondaggio per L'Opinione effettuando 300 interviste telefoniche su un campione di elettori del Partito Democratico.
Secondo i risultati il 70% avrebbe votato Veltroni, il 18% la Bindi, il 7,5% Letta, il 2,5% Adinolfi, lo 0,3% Schettini, lo 0,3% Gawronsky mentre l'1,4% «nessuno di questi, non sa, non risponde».

#### 21 settembre 2007
Il 21 settembre 2007 Ekma realizzò un sondaggio per L'Opinione effettuando 300 interviste telefoniche su un campione di elettori del Partito Democratico.
Secondo i risultati il 73% avrebbe votato Veltroni, il 16% la Bindi, il 6% Letta, l'1,5% Adinolfi, lo 0,2% Schettini, lo 0,1% Gawronsky mentre il 3,2% «nessuno di questi, non sa, non risponde».

### Ipsos SA
Tra il 17 e il 19 settembre 2007 Ipsos SA realizzò un sondaggio per L'Espresso effettuando 2.000 interviste telefoniche (su 14.975 contatti) su un campione casuale nazionale rappresentativo della popolazione maggiorenne.
Secondo i risultati i partecipanti sicuri sarebbero stati 1.100.000 mentre gli incerti 1.000.000. Di questi tra il 75 e il 78% avrebbero votato Veltroni, tra l'11 e il 14% la Bindi, tra il 7 e il 10% Letta, tra il 2 e il 4% altri mentre gli incerti sul candidato sarebbero stati il 10%. L'oscillazione tra la percentuale minima e quella massima deriva dalle diverse ipotesi di partecipazione al voto.

## Elezioni primarie per i segretari regionali
A seguito del voto per le relative Assemblee Costituenti Regionali sono stati eletti i seguenti segretari regionali.
| Regione               | Segretario            |
| --------------------- | --------------------- |
| Valle d'Aosta         | Raimondo Donzel       |
| Piemonte              | Gianfranco Morgando   |
| Lombardia             | Maurizio Martina      |
| Trentino-Alto Adige   | -                     |
| Veneto                | Paolo Giaretta        |
| Friuli-Venezia Giulia | Bruno Zvech           |
| Liguria               | Mario Tullo           |
| Emilia-Romagna        | Salvatore Caronna     |
| Toscana               | Andrea Manciulli      |
| Umbria                | Maria Pia Bruscolotti |
| Lazio                 | Nicola Zingaretti     |
| Marche                | Sara Giannini         |
| Abruzzo               | Luciano D'Alfonso     |
| Molise                | Annamaria Macchiarola |
| Campania              | Tino Iannuzzi         |
| Basilicata            | Piero Lacorazza       |
| Puglia                | Michele Emiliano      |
| Calabria              | Marco Minniti         |
| Sicilia               | Francantonio Genovese |
| Sardegna              | Antonello Cabras      |